# أوت ران أونلاين آركيد
أوت ران أونلاين آركيد (بالإنجليزية: OutRun Online Arcade)‏ ، هي لعبة فيديو من نوع سباقات السيارات ، أنتجها سومو ديجتال البريطانية ، ونشرها شركة سيجا عام 2009، وتعمل لأنظمة التشغيل بلاي ستيشن 3 و إكس بوكس 360  ، وقد وقعت شركة فيراري الإيطالية عقداً مع شركة سيجا للحصول على الترخيص لسيارات فيراري الشهيرة.